# Paul Celan
(Paul Celan, Fuga di morte)
Paul Celan, nato Paul Antschel (Cernauți, 23 novembre 1920 – Parigi, 20 aprile 1970), è stato un poeta rumeno naturalizzato francese.
Di origine ebraica e di lingua tedesca, nacque nel capoluogo della Bucovina settentrionale. Scampato all'Olocausto, sofferente di disturbi mentali, morì suicida a Parigi nel 1970, annegandosi nella Senna.

## Biografia
Era figlio unico di Leo Antschel-Teitler (1890-1942) e di Fritzi Schrager (1895-1942).
Il futuro scrittore, sin dalla sua infanzia, trascorsa quasi interamente a Cernauți (oggi Černivci) e caratterizzata dall'educazione rigida e repressiva del padre, apprende la conoscenza della lingua e della letteratura tedesca in particolare grazie alla madre. Fino dall'infanzia soffre di disturbi psicologici che peggioreranno gravemente a causa degli avvenimenti tragici successivi. I primi scrittori ai quali si appassiona sono Goethe, Rilke, Rimbaud; sin dal ginnasio coltiva un certo interesse per i classici dell'anarchismo, quali Gustav Landauer e Kropotkin, che preferisce decisamente alla lettura di Marx. Nel 1938, conseguita la maturità, decide di iscriversi alla facoltà di Medicina a Tours, in Francia; il treno sul quale viaggia sosta a Berlino proprio durante la Notte dei cristalli.
È in questo periodo che Antschel inizia a scrivere le prime poesie (poi confluite nell'antologia postuma "Scritti romeni"), intensificando la lettura di Kafka, Shakespeare e Nietzsche. Tornato in patria, a causa dell'annessione della Bucovina settentrionale all'URSS, non può più ripartirne; si iscrive perciò alla facoltà di romanistica della locale università. Poco più tardi, nel 1942, in seguito all'occupazione tedesca della Bucovina, Celan vive direttamente le deportazioni che condussero gli ebrei di tutta Europa all'Olocausto. Il giovane Antschel (Celan, il suo nome d'arte è l'anagramma del suo vero cognome in ortografica rumena Ancel, ideato solo nel 1947) riesce a sfuggire alla deportazione ma viene spedito in diversi campi di lavoro in Romania; perderà però definitivamente i genitori, catturati dai nazisti: il padre muore di tifo e la madre viene fucilata nel campo di concentramento di Michajlovka, in Ucraina.
Nel 1944, dopo aver lavorato perfino come assistente in una clinica psichiatrica, pur di sfuggire alle deportazioni, con la conquista da parte delle truppe sovietiche, torna a Černovcy per completare gli studi nella facoltà di anglistica; nel 1945, dopo aver donato tutte le sue prime poesie a Ruth Lackner, attrice e suo primo amore, lascia la città natale annessa all'URSS, e si trasferisce in Romania a Bucarest, dove lavora come traduttore e conosce alcuni importanti poeti romeni, fra cui Petre Solomon; è di questo periodo la pubblicazione della prima versione di Todesfuge. È però costretto a fuggire nuovamente, attraverso l'Europa, a causa delle persecuzioni del regime comunista; raggiunge prima Vienna, dove pubblica la sua prima silloge ufficiale, "La sabbia delle urne", e un breve saggio di movente psicoanalitico, "Edgar Jené e il sogno dei sogni", poi trova ospitalità in Francia, a Parigi, dove si iscrive all'École normale supérieure.

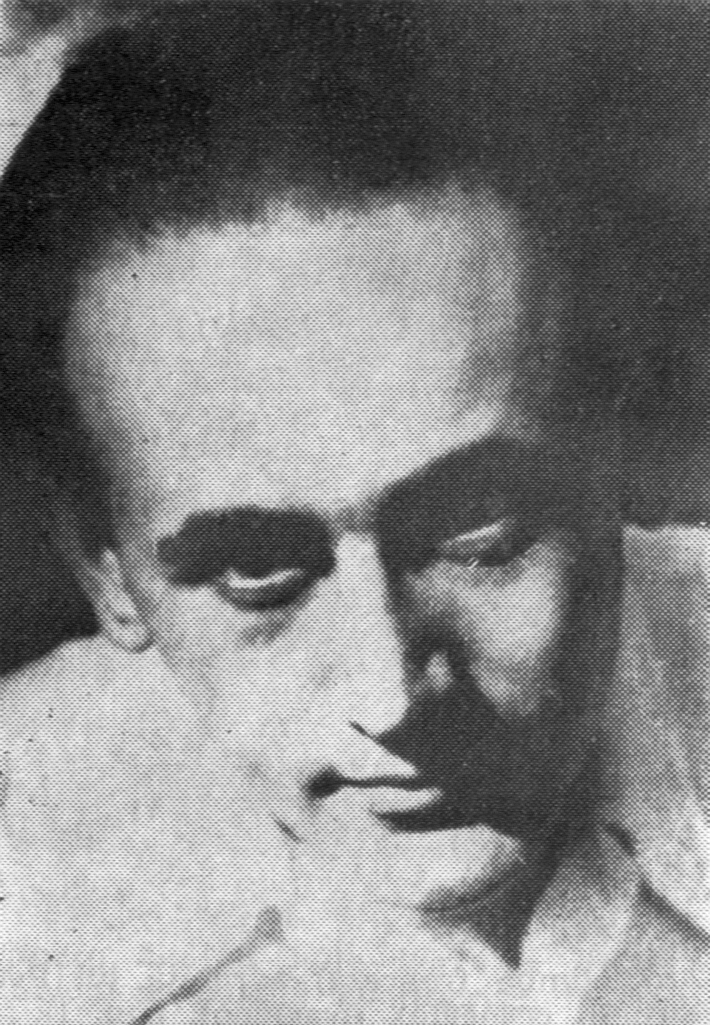
Celan nel 1945

Nel 1947 Paul Antschel cambia il suo nome in Paul Celan. A questo proposito, lo studioso Federico Dal Bo ha commentato: «Paul Celan, il nome con cui avrebbe sigillato ogni suo componimento poetico, nacque dall'anagramma del nome di famiglia Antschel. Si trattava della permutazione delle lettere del proprio nome, quasi a significare che l’abbandono del proprio stato sarebbe sempre rimasto incompleto e che il conseguimento del nuovo sé sarebbe sempre rimasto imperfetto. Lo stesso pseudonimo, che diverrà il “nome proprio” di Paul, era nato da un vertiginoso richiamo tra le lingue: ebraico, yiddish e rumeno. Queste tre lingue contribuirono a pari merito all’elaborazione del nuovo nome che il giovane Paul scelse per sé già dai tempi del suo soggiorno a Bucarest tra il 1945 e il 1947, originariamente per firmare la versione rumena della sua celeberrima Todesfuge: il cognome Celan. Questo nuovo cognome era infatti un piccolo gioiello linguistico che nasceva dall’incrocio di diverse lingue: il cognome ebraico Asher, divenuto Antschel in yiddish, si trasformava ora in Ancel, secondo l’ortografia rumena, per diventare Celan con un facile anagramma.».
Nel 1950 pubblica una raccolta di aforismi, intitolata "Controluce".
Si sposa nel 1952 con la pittrice Gisèle de Lestrange e pubblica il suo scritto più famoso, Mohn und Gedächtnis (Papavero e memoria) contenente la celeberrima poesia Todesfuge, cioè "fuga (termine musicale) della morte" ma anche molte poesie di ispirazione più romantica. Si appassiona in questi anni alla lettura di Martin Heidegger, filosofo che ammira molto nonostante abbia appoggiato il nazismo, lettura che segnerà profondamente il suo percorso poetico; ha anche frequenti contatti con René Char e, poco dopo, con la poetessa Nelly Sachs. Nel 1953, ormai inseritosi nel tessuto culturale francese, subisce gravissime accuse di plagio da parte della vedova del poeta Yvan Goll; Celan riuscirà a scagionarsi, ma questa vicenda minerà profondamente le sue condizioni psichiche, già provate dagli avvenimenti dell'infanzia e del periodo bellico.
Sempre più frequenti divengono in quegli anni i contatti con gli ambienti culturali tedeschi, con il Gruppo 47 (anche in seguito a una breve relazione, risalente al 1948, con la poetessa Ingeborg Bachmann) e altri poeti e scrittori. Occasione di questi incontri sono diverse letture pubbliche di poesie (peraltro inizialmente accolte con una certa freddezza dagli esponenti del gruppo 47) e, in particolare, alcuni premi, fra i quali quello della città di Brema, nel 1958, in occasione della cui consegna Celan descrive la sua poesia come "un messaggio in bottiglia".
In particolare dalla metà degli anni cinquanta si dedica, anche al fine di mantenersi economicamente, a una intensa attività di traduttore da varie lingue: traduce Emil Cioran, Giuseppe Ungaretti, Paul Valéry e altri. I contatti con la Germania, dopo il premio dell'associazione industriali (1956) e quello di Brema, divengono sempre più frequenti. Nel 1959 diviene lettore di lingua tedesca all'ENS, attività che proseguirà fino alla sua morte. Un progettato incontro con il filosofo Theodor Adorno non riesce; conosce invece il critico letterario Péter Szondi, che gli dedicherà significativi scritti.
Nel 1960, in occasione della consegna del premio Georg Büchner, pronuncia un importante discorso sul valore della poesia, dal titolo Der Meridian. Nel 1962 subisce il primo ricovero in clinica psichiatrica, derivante da un pesante sentimento di angoscia; gli sono vicini, in questo periodo, il poeta Yves Bonnefoy e lo scrittore Edmond Jabès. Proprio in questo periodo, fra i frequenti ricoveri in clinica, concepisce le sue massime opere poetiche, la prima, ispirata all'epitaffio di Rilke, "La rosa di nessuno", e la breve silloge "Cristallo di respiro", illustrata dalla moglie ed esposta in edizione di lusso al Goethe Institut di Parigi, nel 1965.
Nel febbraio 1966 è nuovamente ricoverato in clinica per la sua depressione psicotica, o forse schizofrenia, dopo che ha aggredito la moglie con un coltello a gennaio, in un probabile tentativo di omicidio-suicidio; si diffonde una notizia, come riferito dall'amico Emil Cioran, del suo suicidio già avvenuto, poi smentita.
Nel 1967, in seguito a un progressivo peggioramento delle sue condizioni psichiche, si separa dalla moglie, dalla quale aveva avuto due figli, François nel 1953 (morto dopo pochi giorni di vita) ed Eric nel 1955.
Dapprima vicino al movimento studentesco del 1968, se ne allontana dopo il maggio francese temendone la svolta violenta e ideologica; nel 1969 finalmente riesce a compiere il suo primo viaggio in Israele; svolge inoltre alcune letture pubbliche, fra le quali ancora una a Friburgo, presso Heidegger, che il poeta rimprovera aspramente per la disattenzione con cui lo ascolta. Celan tenta di ottenere, in alcuni colloqui, una sconfessione pubblica di Heidegger verso il nazismo, poi litiga con un fotografo in quanto non vuole essere mostrato accanto a lui e mentre gli stringe la mano. Heidegger, in seguito, si adopererà per far esporre le opere di Celan nelle vetrine delle librerie di Friburgo, per alleviare in qualche modo la sofferenza psichica del poeta rumeno.
Le sue condizioni mentali peggiorano sempre di più, soffre di deliri, paranoia e allucinazioni uditive, Cioran scrive: «quando mi venne incontro, mi chiesi se non fosse uno spettro [...] Stavolta sono certo che è alle soglie di una nuova crisi. Una mimica simile l’ho vista solo nei manicomi».
Nella notte tra il 19 e il 20 aprile 1970, in preda a un'ennesima crisi mentale, si toglie la vita gettandosi nella Senna dal ponte Mirabeau, prossimo alla sua ultima dimora di Avenue Émile Zola (XV arrondissement).
(Emil Cioran, op. cit.)
Il suo corpo sarà ritrovato i primi di maggio, a pochi chilometri dal ponte. 
Si lanciò nel fiume dal punto esatto cantato dalla ballata di Apollinaire intitolata appunto Il ponte Mirabeau, che si trova proprio sotto la finestra della stanza in cui Marina Cvetaeva passò l'ultima notte in Francia prima di tornare alla desolazione e alla morte (anche lei suicida) in Unione Sovietica.

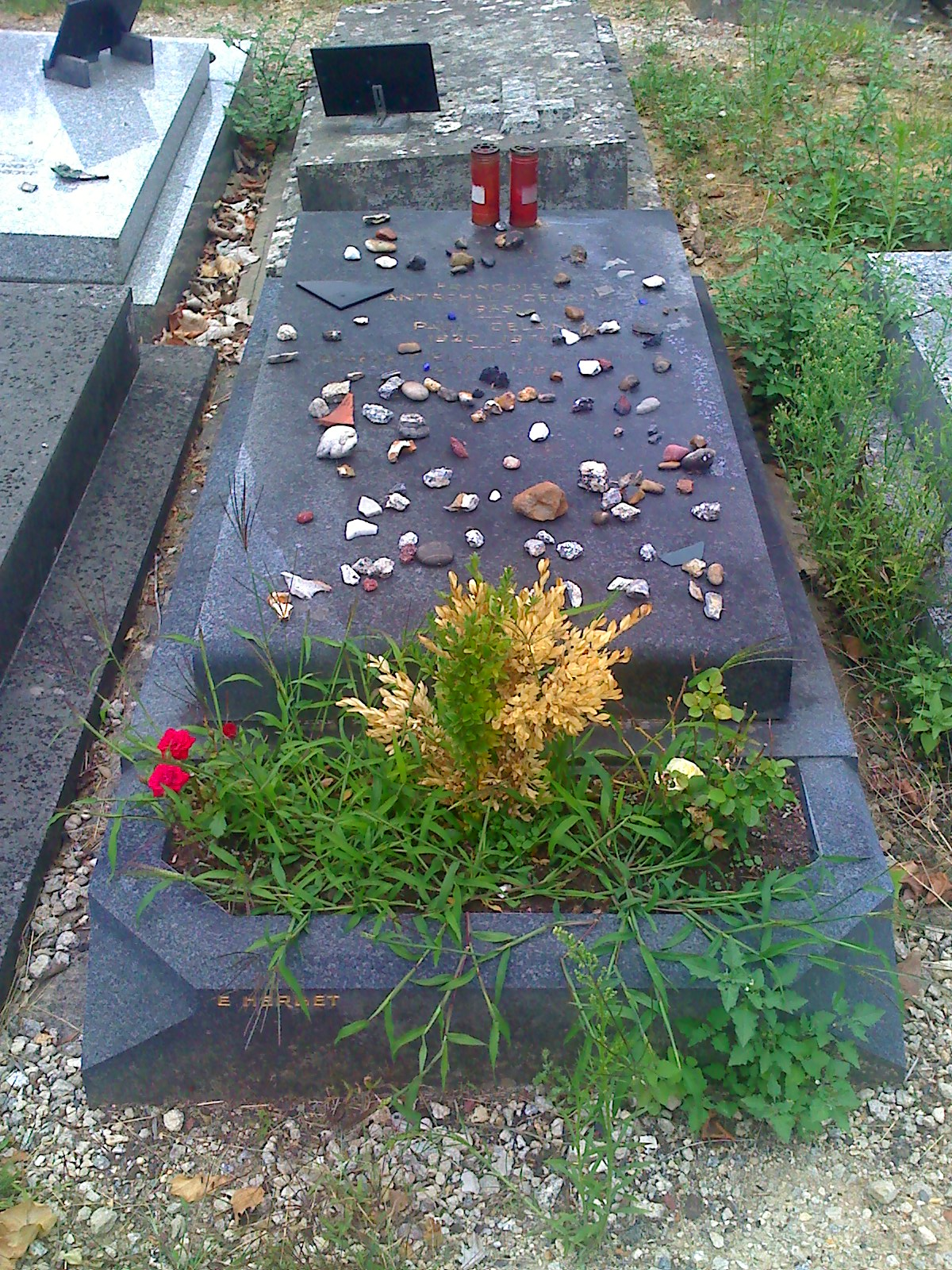
Tomba di Celan

Gli eventi successivi a quella notte sono scanditi dalla pubblicazione delle sue ultime raccolte di poesie: Lichtzwang, che uscirà nel mese di giugno del 1970, già da tempo consegnata all'editore, Schneepart, composta nel 1968 e licenziata nel 1971, infine Zeitgehöft, che comparirà, davvero postuma nel 1976, ricomposta ed intitolata sulla scorta di una cartella ritrovata in avenue Zola, ma non ordinata dall'autore.
Le spoglie di Celan oggi dimorano nel Cimitero parigino di Thiais.

## Opere

### Fuga di morte
Todesfuge, ovvero "Fuga di morte", pubblicata nel 1948, rappresenta forse la più trasparente e conosciuta poesia dell'autore: è un potente grido di dolore che descrive la realtà del campo di concentramento, denuncia la condizione dei prigionieri, e mette a nudo la crudeltà dei carcerieri nazisti nella sua elementare banalità quotidiana. Il titolo,  originariamente TodesTango, coniuga la morte con il ritmo musicale proprio della Fuga, che Celan si propone di riprodurre nell'andamento dei suoi versi; in esso è da vedersi anche un richiamo diretto all'imposizione umiliante, inflitta dai nazisti agli ebrei prigionieri dei campi, di suonare e cantare durante le marce e le torture. Celan scrisse questa poesia pochissimi anni dopo la fine della guerra, tratteggiando quindi una descrizione a caldo dell'evento; Todesfuge divenne quindi l'emblema poetico della riflessione critica intorno all'Olocausto, soprattutto essendo stata scritta da un ebreo, che aveva conosciuto la realtà dei lager, e tuttavia in lingua tedesca - la lingua materna di Celan.
Celan stesso non mancò di dare lettura pubblica della sua poesia, in Germania, e di concederne l'inserimento in alcune antologie; successivamente però si rammaricò dell'eccessiva notorietà di questo testo, la cui diffusione poteva costituire anche un modo troppo facile da parte dei tedeschi, a suo avviso, di liberarsi del senso di colpa per i crimini nazisti. In questo quadro va ricordato anche il celebre verdetto di Adorno, secondo il quale scrivere poesie, dopo Auschwitz, sarebbe barbarico: in questo senso Todesfuge, ma anche tutta l'opera poetica di Celan, costituisce una vera e propria resistenza a questa condanna, un tentativo disperato e tuttavia lucidissimo di trasformare l'orrore assoluto in immagini e linguaggio.
La lirica si apre con un ossimoro - il latte, alimento della prima infanzia di alto valore nutritivo, è un simbolo di vita ed il colore bianco altrettanto: un latte nero quindi assume la simbologia opposta, un nutrimento di morte, cioè un veleno - dal significato tanto innaturale quanto sconvolgente: schwarze Milch, "latte nero" simboleggia l'esperienza atroce della privazione del cibo e di tutto ciò che è necessario per vivere; inoltre l'ossimoro ritorna spesso all'interno del testo, così come gli avverbi di tempo ed alcuni verbi, mettendo in questo modo l'accento sulla monotonia che tristemente accompagnava i lavoratori dei campi di concentramento. Ed è ancora un vortice di parole che si ripetono, senza punteggiatura, ad inquadrare l'attenzione del lettore sulle fosse che vengono scavate, in terra e nelle nuvole, pronte ad ospitare i resti degli ebrei, controllati a vista dagli occhi blu degli uomini che "giocano con i serpenti" e che "scrivono ai capelli d'oro", palese riferimento alla razza ariana predicata da Hitler.
Nel corso del testo vi sono alcuni riferimenti biblici, di cui Celan era un esperto, ma soprattutto ritorna una frase che verrà in futuro ripresa e riutilizzata in altri contesti, fino a diventare un vero e proprio slogan dell'antifascismo in Germania: der Tod ist ein Meister aus Deutschland, cioè "la morte è un maestro (che viene) dalla Germania". La lirica si chiude, infine, con un ultimo ritorno, e poi si interrompe, quasi a simboleggiare la mancanza di parole per descrivere ulteriore dolore, solo un ultimo richiamo a Margarete dalla chioma dorata, e a Sulamith dalla chioma in cenere, nomi ripetuti più volte.

### Cristallo di respiro
Il ciclo di poesie dal titolo Atemkristall (Cristallo di Respiro), pubblicato in una piccola plaquette ad edizione limitata, nel 1965, con otto incisioni della moglie di Celan, Gisele, e successivamente incluso nella raccolta Atemwende (Svolta del respiro) è quasi unanimemente riconosciuto come l'apice della produzione poetica di Celan, tanto che il filosofo Hans-Georg Gadamer ha voluto dedicare un'intera opera, dal titolo "Chi sono io, chi sei tu?", all'interpretazione delle 21 poesie di questa silloge.
Si tratta di componimenti piuttosto brevi, non recanti alcun titolo, che, come tutta la produzione poetica di Celan, caratterizzata dalla polisemia delle figure presentate e dall'oscurità delle metafore adottate, hanno dato luogo a molteplici tentativi di individuarne il significato. Tutte le poesie sono rivolte ad un interlocutore e sono in ogni caso espressione limpida di un tentativo di dialogo fra un io e un tu, che tuttavia sarebbe forzato e sbrigativo individuare, come pure è stato fatto, con l'io del poeta nel suo dialogo con la moglie, o la madre, o una sorta di donna o altro ideale, o addirittura con il Nessuno della Niemandsrose (la "Rosa di Nessuno") o con altre figure astratte.
Celan stesso ha più volte inteso chiarire che la sua poesia è di per sé una stretta di mano, la possibilità di incontro fra un io - che non è già più il poeta, cui la poesia non appartiene più, una volta che essa sia scritta - e un altro, un tu, di cui la poesia è sempre in cerca. Ciò che quindi è importante ed evidente in questo ciclo di poesie è la necessità, più volte evocata, che questo incontro fra l'io e l'altro - incontro che è in ogni caso possibile solo a partire dalla irriducibile alterità che si frappone tra i due -  si concretizzi in una parola di testimonianza. "Dove arde una parola che testimoni per noi due?", domanda Celan nella penultima poesia.
Questo tema della testimonianza - che poi diverrà, fra l'altro, oggetto di importanti analisi nella filosofia di Derrida, altro autore che ha dedicato uno studio alla poesia di Celan (dal titolo Schibboleth)- non può non evocare a sua volta le vicende esistenziali private (pensiamo agli abusi subiti nell'infanzia) e pubbliche (gli orrori del nazismo) di cui Celan stesso era stato testimone, e rispetto ai quali avvertì sempre la mancanza di una parola adeguata per rendere ragione e memoria di ciò che era accaduto senza che, tuttavia, questo rendere ragione, questo ricordo divenisse una sorta di giustificazione. Senza dubbio in ogni caso, il tema della deportazione è evocato chiaramente in una delle ultime poesie del ciclo, dove si allude alla "nera carrozza del serpente" in cui "al di là del fiume/ti trassero".

### Il meridiano
Il discorso dal titolo Il meridiano, pronunciato in occasione della consegna del premio Büchner nel 1960, costituisce un vero e proprio manifesto della poetica celaniana, nonché una delle rarissime opere in prosa dell'autore (se escludiamo il copioso epistolario, alcuni aforismi e pochi altri brevissimi testi). Si tratta di una lunga allocuzione in cui il poeta, riprendendo e rivendicando le critiche mosse alla sua poesia (ad esempio dallo scrittore ebreo Primo Levi, superstite di Auschwitz e in seguito anche lui forse suicida nel 1987), accusata di eccessiva oscurità e di disperato nichilismo, dichiara la sua concezione della poesia come luogo utopico, ma pur sempre realissimo, di un possibile incontro con l'altro.
Per favorire questo incontro il poeta deve però esercitare una costante attenzione che è, per Celan, concentrazione nei confronti delle proprie date, di quelle date cioè, che costituiscono le tappe della propria biografia: un esercizio di memoria storica e biografica, quindi, che non si deve tradurre, però, in un esplicito resoconto di fatti o in una sorta di conversazione ideologica. Celan rivendica infatti alla poesia la sua propria oscurità, che può tradursi perfino nel rischio di ammutolire, rischio a cui la poesia di Celan si espone apertamente:  solo in questa esposizione infatti la poesia può diventare apertura all'incontro con l'altro, all'accadere del senso. Ciò che Celan sembra tratteggiare, quindi, è una critica del linguaggio in quanto capace di prestarsi alla manipolazione e all'imposizione autoritaria propria del totalitarismo; a questo linguaggio egli contrappone la sua parola quasi ridotta al silenzio, quella che nella celebre poesia "Argumentum e silentio", dedicata al poeta-partigiano René Char, definirà la parola strappata al silenzio.
In questa ottica quindi il discorso si conclude con l'identificazione del Meridiano come luogo della poesia: una linea immateriale, ma allo stesso tempo terrestre, reale, che attraversa svariati territori biografici e concettuali, unendoli tutti e infine ritornando a se stessa. Ma il meridiano è in realtà un semicerchio, non si chiude perché la svolta del respiro lascia uscire il fiato che si dirige verso l'altro come un dono senza calcolo del profitto, e non c'è dunque ritorno.

## Celan traduttore
Celan è stato un traduttore da molte lingue: inglese, francese, russo, italiano, ebraico, portoghese e rumeno. Alcuni studiosi ritengono che Celan concepisse la traduzione come un'attività poetica parallela e complementare alla scrittura dei suoi propri versi e anzi che avesse delle potenzialità mistiche, ispirate sia dalla filosofia del linguaggio di Walter Benjamin che alla filosofia del linguaggio della Kabbalah, che conosceva soprattutto attraverso l'opera di Gershom Scholem..

## Opere
- Der Sand aus den Urnen, 1948 - trad. it.: "La sabbia delle urne"
- Mohn und Gedächtnis, 1952 - trad. it.: "Papavero e memoria"
- Von Schwelle zu Schwelle, 1955 - trad. it.: "Di soglia in soglia"
- Sprachgitter, 1959 - trad. it.: "Grata di parole"
- Der Meridian, 1961 - trad. it.: "Il meridiano"
- Die Niemandsrose, 1963 - trad. it.: "La rosa di nessuno"
- Atemwende, 1967 - trad. it.: "Svolta del respiro"
- Fadensonnen, 1968 - trad. it.: "Filamenti di sole"
- Lichtzwang (postuma), 1970 - trad. it.: "Luce coatta"
- Schneepart (postuma), 1971 - trad. it.: "Parte di neve"
- Zeitgehöft (postuma), 1976 - trad. it.: "Dimora del tempo"
- Todesfuge 1948, trad. it.: "Fuga di morte"

### Edizioni italiane
- Poesie, a cura di Moshe Kahn e Marcella Bagnasco, Collana Lo Specchio, Mondadori, 1976, ISBN 978-88-041-2477-1.
- Scritti romeni, traduzione di F. Del Fabbro, Collana Zeta line n.87, Campanotto, 1994, ISBN 978-88-456-0132-3.
- Di soglia in soglia, traduzione di Giuseppe Bevilacqua, Collezione di poesia n.255, Torino, Einaudi, 1996, ISBN 978-88-061-3779-3.
- La verità della poesia, Collana Contemporanea n.19, Torino, Einaudi, 1997.
- Poesie, trad. e cura di Giuseppe Bevilacqua, Collana I Meridiani, Milano, Mondadori, 1997-2023, ISBN 978-88-044-2259-4.
- Sotto il tiro dei presagi. Poesie inedite 1948-1969, a cura di Michele Ranchetti e L. Leskien, Collana Supercoralli, Torino, Einaudi, 2001, ISBN 978-88-061-5895-8.
- Poesie, Traduzione di Moshe Kahn, in collaborazione con Marcella Bagnasco e Vittorio Tamaro, Collana Kreuzville Aleph, L'orma editore, 2024, ISBN 979-12-547-6083-3.

#### Epistolari
- P. Celan-Nelly Sachs, Corrispondenza, traduzione di B. Wiedemann e Anna Ruchat, Collana Opuscula n.72, Milano, Il Nuovo Melangolo, 1996, ISBN 978-88-701-8308-5. -Firenze, Giuntina, 2018, ISBN 978-88-805-7736-2.
- Cercando di ascoltare chi tace, Milano, Archinto, 2005, ISBN 978-88-776-8443-1.
- Carteggio con Vittorio Sereni 1962-1967, traduzione di Giovanna Cordibella, Collana Passaggi n.24, Brescia, L'Obliquo, 2013, ISBN 978-88-980-0309-9.
- P. Celan-Peter Szondi, Tra l'oro e l'oblio. Lettere 1959-1970, traduzione di L. Guerreschi, Collana Bloom, Vicenza, Neri Pozza, 2023, ISBN 978-88-545-2574-0.